# خربة الكوم
خربة القوم (خربة الكوم) موقع أثري في قرية الكوم بالضفة الغربية في إقليم مملكة يهودا التوراتية بين لخيش والخليل على بعد 14 كم إلى الغرب من الأخيرة.

## التنقيب
أجرى  ويليام ج. ديفر الحفريات الأثرية في الموقع عام 1967 نيابة عن كلية الاتحاد العبري-المعهد اليهودي للأديان.

## استنتاجات

### العصر الحديدي
اكتشفت مقبرتين على مقاعد البدلاء من العصر الحديدي منحوتان في الصخور الطبيعية في مدينة الكوم. كلاهما حقق فيهما  ويليام ديفر في عام 1967 بعد ما اكتشفها لصوص القبور. يحتوي كلا المقبرتين على نقوش تعود إلى النصف الثاني من القرن الثامن قبل الميلاد، وذلك بعد نقوش العشيرة المتعلقة بكونتيه أجرود. النقش من القبر 2 مرتبط برمز "اليد السحرية" ونصه كما يلي: "هذا ما كتبه المحترم أورياهو
تبارك اورياهو من قبل الرب
و [لأن؟] من ظالميه بسوريته أنقذه
[كتب] أونياهو "
"... من عشيرته
... وعشرته "
على عكس نقوش قنطلة اجرود، فهي لا تتضمن اسم مكان باسم يهوه (تتحدث نقوش قنطلة اجرود عن "يهوه السامرة" و "يهوه التيمان") ؛ يبدو أن هذا يشير إلى أنهم كتبوا بعد سقوط السامرة، والتي جعلت يهوه إله دولة واحدة فقط.
هناك بعض الجدل الأكاديمي حول الترجمة، خاصة بالنسبة للسطر الثالث.
كما عُثر على إبريق كتب عليه "أو من أجل يحمول" ووعاء كتب عليه "إيل".

### الفترات الفارسية والهلنستية
ربما عُثر على ألف وسبعمائة شقفة باللغة الآرامية في الموقع والمنطقة المجاورة، ويرجع تاريخها إلى الفترتين الفارسية والهلنستية، حيث صُنفت المنطقة على أنها مقاطعة إدوم الفارسية، مع خليط من السكان الأدوميين واليهود والعرب. ويطلق على الموقع اسم "مقيده" في الأدوميين على ذلك، يقرن بعض العلماء خربة القوم بالمقيدة التوراتية. (جوشوا 10:10, 16, 17, 21, 28, 29; 12:16; 15:41).

#### الفترة الرومانية
يحتوي كهف الدفن في الكوم على ثلاثة نقوش جنائزية عبرية تعود إلى القرن الأول قبل الميلاد إلى القرن الثاني الميلادي، تحمل أسماء مثل مريم وشالوم. حاليا، هم موجودون في مخازن هيئة الآثار الإسرائيلية في بيت شيمش.

## شاهد أيضاً
- عشيرة (إلهة)
- علم الآثار الكتابي
- قائمة مدن الشرق الأدنى القديم
- كونتيه أجرود